# Оберглатт (Цюрих)
Оберглатт (нім. Oberglatt ZH) — громада  в Швейцарії в кантоні Цюрих, округ Дільсдорф.

## Географія
Громада розташована на відстані близько 100 км на північний схід від Берна, 12 км на північ від Цюриха.
Оберглатт має площу 8,3 км², з яких на 31,1% дозволяється будівництво (житлове та будівництво доріг), 49,8% використовуються в сільськогосподарських цілях, 10,7% зайнято лісами, 8,5% не є продуктивними (річки, льодовики або гори).

## Демографія
2019 року в громаді мешкало 7228 осіб (+23,3% порівняно з 2010 роком), іноземців було 37,2%. Густота населення становила 876 осіб/км².
За віковим діапазоном населення розподілялося таким чином: 21,9% — особи молодші 20 років, 66,6% — особи у віці 20—64 років, 11,5% — особи у віці 65 років та старші. Було 3065 помешкань (у середньому 2,3 особи в помешканні).
Із загальної кількості 1748 працюючих 24 було зайнятих в первинному секторі, 921 — в обробній промисловості, 803 — в галузі послуг.